# Ayman Ashraf
Ayman Ashraf Elsayed Elsembeskany (en árabe أيمن أشرف السيد السمبكساني; nacido en El Cairo, Egipto, 9 de abril de 1991) es un futbolista egipcio que se demarca como lateral izquierdo en el club Al-Ahly de la Premier League de Egipto y en la selección de fútbol de Egipto. También ha jugado como defensa central.

## Trayectoria
El 8 de febrero de 2010, Ashraf debutó profesionalmente con el club Al-Ahly, durante un partido por la Premier League de Egipto frente al Ghazl El-Mehalla en la temporada 2009/10. Ashraf entró en el segundo tiempo en lugar de Mostafa Shebeita y el partido culminó 2-0 en contra. Desde entonces disputó algunos encuentros oficiales, perdiéndose gran parte de dos temporadas gracias a la Tragedia de Puerto Saíd que terminó suspendiendo la temporada 2011/12 y el golpe de Estado en Egipto.
Al-Ahly lo prestó a clubes como Telephonat Bani Sweif y Smouha SC, club en el cual debutó el 30 de diciembre de 2013, jugando de titular otra vez ante el Ghazl El-Mehalla. Esta vez su club ganó 1-0. Tres fechas después, es decir el 19 de enero de 2014, Ashraf anotó su primer tanto como profesional, dándole la victoria a su equipo frente al Misr El Makasa por la liga. Desde entonces se volvió titular en el conjunto de Smouha que terminó adquiriéndolo de forma definitiva.
Para la temporada 2017/18 y ya habiendo sido convocado a la selección de fútbol de Egipto, Ashraf regresó a Al-Ahly, donde se consolidó.

## Selección nacional
Ashraf forma parte de la selección de fútbol de Egipto, con la cual ha disputado 33 encuentros y ha anotado 2 goles. Debutó el 30 de agosto de 2016 en un partido amistoso contra Guinea. Ashraf jugó los 90 minutos arrancando como lateral izquierdo y Egipto empató 1-1 en el Estadio Borg El Arab.
En mayo de 2018 y con algunos partidos más, fue incluido en la nómina preliminar de Egipto para la Copa Mundial de Fútbol de 2018. En un amistoso preliminar frente a Kuwait jugado el 25 de mayo, Ashraf marcó su primer tanto con la selección en un encuentro que finalizó 1-1. A inicios de junio entró en la convocatoria final de 23, recibiendo el dorsal n° 12. Ashraf no disputó partido alguno en el Mundial y Egipto se eliminó en fase de grupos perdiendo los tres partidos ante Uruguay, Rusia y Arabia Saudita. Con el nombramiento del nuevo entrenador de Egipto Javier Aguirre, Ashraf se convirtió en el lateral izquierdo titular de la selección.
También ha formado parte de la selección sub-20 de Egipto con la cual disputó el Torneo Esperanzas de Toulon de 2009, el Campeonato Juvenil Africano de 2009, la Copa Mundial de Fútbol Sub-20 de 2009, el Campeonato Juvenil Africano de 2011, logrando el tercer lugar; y la Copa Mundial de Fútbol Sub-20 de 2011.

### Participaciones en Copas del Mundo
| Mundial                               | Sede     | Resultado        | Partidos | Goles |
| ------------------------------------- | -------- | ---------------- | -------- | ----- |
| Copa Mundial de Fútbol Sub-20 de 2009 | Egipto   | Octavos de final | 0        | 0     |
| Copa Mundial de Fútbol Sub-20 de 2011 | Colombia | Octavos de final | 3        | 0     |
| Copa Mundial de Fútbol de 2018        | Rusia    | Primera fase     | 0        | 0     |

### Participaciones en Copas Africanas
| Mundial                             | Sede      | Resultado        | Partidos | Goles |
| ----------------------------------- | --------- | ---------------- | -------- | ----- |
| Campeonato Juvenil Africano de 2009 | Ruanda    | Primera fase     | ?        | 0     |
| Campeonato Juvenil Africano de 2011 | Sudáfrica | Tercer puesto    | 5        | 0     |
| Copa Africana de Naciones 2019      | Egipto    | Octavos de final | 4        | 0     |
| Copa Africana de Naciones 2021      | Camerún   | Subcampeón       | 4        | 0     |

## Clubes y estadísticas
Actualizado el 17 de agosto de 2020.
| Al-Ahly · Egipto | 2009/10          | 1ª               | 7   | 0 | 0  | 0 | 0  | 0 | 7   | 0 |
| Al-Ahly · Egipto | 2010/11          | 1ª               | 5   | 0 | 0  | 0 | 4  | 0 | 9   | 0 |
| Al-Ahly · Egipto | 2012/13          | 1ª               | 1   | 0 | 2  | 0 | —  | — | 3   | 0 |
| Al-Ahly · Egipto | 2017/18          | 1ª               | 29  | 2 | 4  | 0 | 3  | 0 | 36  | 2 |
| Al-Ahly · Egipto | 2018/19          | 1ª               | 30  | 2 | 1  | 0 | 26 | 0 | 57  | 2 |
| Al-Ahly · Egipto | 2019/20          | 1ª               | 16  | 0 | 1  | 0 | 9  | 0 | 26  | 0 |
| Al-Ahly · Egipto | Total club       | Total club       | 88  | 4 | 8  | 0 | 42 | 0 | 138 | 4 |
| Telephonat · Egipto | 2011/12          | 1ª               | 4   | 0 | 0  | 0 | —  | — | 4   | 0 |
| Telephonat · Egipto | Total club       | Total club       | 4   | 0 | 0  | 0 | 0  | 0 | 4   | 0 |
| Smouha · Egipto | 2013/14          | 1ª               | 21  | 2 | 4  | 1 | —  | — | 25  | 3 |
| Smouha · Egipto | 2014/15          | 1ª               | 23  | 2 | 3  | 0 | 10 | 0 | 36  | 2 |
| Smouha · Egipto | 2015/16          | 1ª               | 25  | 0 | 3  | 0 | 1  | 0 | 29  | 0 |
| Smouha · Egipto | 2016/17          | 1ª               | 22  | 0 | 3  | 0 | 9  | 0 | 34  | 0 |
| Smouha · Egipto | Total club       | Total club       | 91  | 4 | 13 | 1 | 20 | 0 | 124 | 5 |
| Total en carrera | Total en carrera | Total en carrera | 183 | 8 | 21 | 1 | 62 | 0 | 266 | 9 |
| (1)Incluye datos de la Copa de Egipto (2014, 2015, 2016, 2016/17, 2017/18, 2018/19 y 2019/20) y la Supercopa de Egipto (2017). (2)Incluye datos de la Liga de Campeones de la CAF (2010, 2015, 2018, 2018/19 y 2019/20), la Copa Confederación de la CAF (2017) y el Campeonato de Clubes Árabes (2018/19). |                  |                  |     |   |    |   |    |   |     |   |

### Selección nacional
| \| PJ \| Fecha \| Ciudad \| Local \| Resultado \| Visitante \| Competición \| Goles \| Asist. \| \| ----- \| ---------- \| ------------ \| ----------- \| --------- \| ------------------------------- \| -------------------------------------------- \| ----- \| ------ \| \| 1. \| 30-08-2016 \| Alejandría \| Egipto \| 1–1 \| Guinea \| Amistoso \| 0 \| 0 \| \| 2. \| 13-08-2017 \| Alejandría \| Egipto \| 1–1 \| Marruecos \| Clasif. Campeonato Africano de Naciones 2018 \| 0 \| 0 \| \| 3. \| 18-08-2017 \| Rabat \| Marruecos \| 3–1 \| Egipto \| Clasif. Campeonato Africano de Naciones 2018 \| 0 \| 0 \| \| 4. \| 27-03-2018 \| Zúrich \| Egipto \| 0–1 \| Grecia \| Amistoso \| 0 \| 0 \| \| 5. \| 25-05-2018 \| Kuwait \| Kuwait \| 1–1 \| Egipto \| Amistoso \| 1 \| 0 \| \| 6. \| 08-09-2018 \| Alejandría \| Egipto \| 6–0 \| Níger \| Clasif. Copa Africana 2019 \| 1 \| 0 \| \| 7. \| 12-10-2018 \| El Cairo \| Egipto \| 4–1 \| Suazilandia \| Clasif. Copa Africana 2019 \| 0 \| 0 \| \| 8. \| 16-10-2018 \| Manzini \| Suazilandia \| 0–2 \| Egipto \| Clasif. Copa Africana 2019 \| 0 \| 0 \| \| 9. \| 16-11-2018 \| Alejandría \| Egipto \| 3–2 \| Túnez \| Clasif. Copa Africana 2019 \| 0 \| 0 \| \| 10. \| 13-06-2019 \| Borg El Arab \| Egipto \| 1–0 \| Tanzania \| Amistoso \| 0 \| 0 \| \| 11. \| 16-06-2019 \| Alejandría \| Egipto \| 3–1 \| Guinea \| Amistoso \| 0 \| 0 \| \| 12. \| 21-06-2019 \| El Cairo \| Egipto \| 1–0 \| Zimbabue \| Copa Africana de Naciones 2019 \| 0 \| 1 \| \| 13. \| 26-06-2019 \| El Cairo \| Egipto \| 2–0 \| República Democrática del Congo \| Copa Africana de Naciones 2019 \| 0 \| 0 \| \| 14. \| 30-06-2019 \| El Cairo \| Uganda \| 0-2 \| Egipto \| Copa Africana de Naciones 2019 \| 0 \| 1 \| \| 15. \| 06-07-2019 \| El Cairo \| Egipto \| 0-1 \| Sudáfrica \| Copa Africana de Naciones 2019 \| 0 \| 0 \| \| 16. \| 07-11-2019 \| Alejandría \| Egipto \| 1-0 \| Liberia \| Amistoso \| 0 \| 0 \| \| 17. \| 18-11-2019 \| Moroni \| Comoras \| 0-0 \| Egipto \| Clasif. Copa Africana 2021 \| 0 \| 0 \| \| Total \| \| Presencias \| 17 \| \| \| Goles y asistencias \| 2 \| 2 \| |            |              |             |           |                                 |                                              |       |        |
| PJ | Fecha      | Ciudad       | Local       | Resultado | Visitante                       | Competición                                  | Goles | Asist. |
| 1. | 30-08-2016 | Alejandría   | Egipto      | 1–1       | Guinea                          | Amistoso                                     | 0     | 0      |
| 2. | 13-08-2017 | Alejandría   | Egipto      | 1–1       | Marruecos                       | Clasif. Campeonato Africano de Naciones 2018 | 0     | 0      |
| 3. | 18-08-2017 | Rabat        | Marruecos   | 3–1       | Egipto                          | Clasif. Campeonato Africano de Naciones 2018 | 0     | 0      |
| 4. | 27-03-2018 | Zúrich       | Egipto      | 0–1       | Grecia                          | Amistoso                                     | 0     | 0      |
| 5. | 25-05-2018 | Kuwait       | Kuwait      | 1–1       | Egipto                          | Amistoso                                     | 1     | 0      |
| 6. | 08-09-2018 | Alejandría   | Egipto      | 6–0       | Níger                           | Clasif. Copa Africana 2019                   | 1     | 0      |
| 7. | 12-10-2018 | El Cairo     | Egipto      | 4–1       | Suazilandia                     | Clasif. Copa Africana 2019                   | 0     | 0      |
| 8. | 16-10-2018 | Manzini      | Suazilandia | 0–2       | Egipto                          | Clasif. Copa Africana 2019                   | 0     | 0      |
| 9. | 16-11-2018 | Alejandría   | Egipto      | 3–2       | Túnez                           | Clasif. Copa Africana 2019                   | 0     | 0      |
| 10. | 13-06-2019 | Borg El Arab | Egipto      | 1–0       | Tanzania                        | Amistoso                                     | 0     | 0      |
| 11. | 16-06-2019 | Alejandría   | Egipto      | 3–1       | Guinea                          | Amistoso                                     | 0     | 0      |
| 12. | 21-06-2019 | El Cairo     | Egipto      | 1–0       | Zimbabue                        | Copa Africana de Naciones 2019               | 0     | 1      |
| 13. | 26-06-2019 | El Cairo     | Egipto      | 2–0       | República Democrática del Congo | Copa Africana de Naciones 2019               | 0     | 0      |
| 14. | 30-06-2019 | El Cairo     | Uganda      | 0-2       | Egipto                          | Copa Africana de Naciones 2019               | 0     | 1      |
| 15. | 06-07-2019 | El Cairo     | Egipto      | 0-1       | Sudáfrica                       | Copa Africana de Naciones 2019               | 0     | 0      |
| 16. | 07-11-2019 | Alejandría   | Egipto      | 1-0       | Liberia                         | Amistoso                                     | 0     | 0      |
| 17. | 18-11-2019 | Moroni       | Comoras     | 0-0       | Egipto                          | Clasif. Copa Africana 2021                   | 0     | 0      |
| Total |            | Presencias   | 17          |           |                                 | Goles y asistencias                          | 2     | 2      |

## Palmarés

### Campeonatos nacionales
- 4 Ligas de Egipto: 2009/10, 2010/11, 2017/18 y 2018/19
- 2 Supercopas de Egipto: 2017 y 2018
- 1 Subcampeonato Copa de Egipto: 2009/10 y 2014

### Campeonatos internacionales
- 2 Subcampeonatos Liga de Campeones de la CAF: 2017 y 2018